# داش صلاح‌لی
داش صلاح‌لی (به لاتین: Daş Salahlı) یک منطقه مسکونی در جمهوری آذربایجان است که در شهرستان قزاق واقع شده است. داش صلاح‌لی ۸۴۱۱ نفر جمعیت دارد.